# Pärnilla Larsson
Pärnilla Larsson, född 19 februari 1969, är en svensk före detta fotbollsspelare.
Larsson representerade på klubbnivå Gideonsbergs IF, där hon vann SM-guld 1992. Hon spelade 29 A-landskamper (3 mål) för Sverige, och var med i truppen som tog brons i VM 1991.